# Teen Choice Awards
A Teen Choice Awards tini díj, amelyet évente ítél oda a FOX televíziós csatorna. A díjat először 1999-ben osztották ki. A díj a legjobb teljesítményt jutalmazza a zene, a film, a sport, a televízió, a divat és a más területén, a tizenévesek (13-19 év) szavazatai alapján. A díjátadón számos zenei előadó lép fel. A nyertesek egy 182 cm-es, szörfdeszka alakú díjat kapnak.

## Történet
Bob Bain és Michael Burg producerek elhatározták, hogy létrehoznak egy díjat a fiatalok számára, a Nickelodeon Kids’ Choice Awardshoz hasonlóan, de az MTV Music Awards mintájára. Az évek során a show változatlan maradt, és kategóriák is az évek során alakultak ki. 2001 óta a Gibson Amfiteátrumban, a Universal Cityben, Kaliforniában tartják a díjátadót. Az első két évben 1999-ben és 2000-ben a Barker hangár, a Santa Monica-i reptér adott otthont a rendezvénynek. A szavazatokat a tinimagazinokban található szavazólap segítségével lehet leadni, de online módon is lehetőség van szavazni a fox.com oldalon. 2009-ben a leadott szavazatok számát meghaladta a 83 milliót. Ugyanebben az évben "teenchoicegirl" jelent meg a Twitteren. Ő valójában egy tizenéves lány, aki a shownak dolgozik, mint gyakornok, és folyamatosan tájékoztatja rajongókat a legfrissebb hírekről és pletykákról. Alig néhány hét alatt több mint 28.000 ő követője lett.
Azért választották a szörfdeszkát, mint díjat, mert ez jelenti a szabadságot, és a nyári vakációt a tizenévesek számára, függetlenül attól, hogy szörföznek vagy sem.
Justin Bieber (23-at) nyerte a legtöbb díjat a férfi egyéniben és női egyéniben pedig Taylor Swift (26-ot), míg One Direction kapta összességében a legtöbb díjat (28-at).

## Összefoglalás
| Év   | Ünnepség dátuma                    | Házigazdák                                                                      | Előadók |
| ---- | ---------------------------------- | ------------------------------------------------------------------------------- | --- |
| 1999 | augusztus 1.                       | Nem volt házigazda, de Britney Spears tartotta a nyitóbeszédet.                 | - Britney Spears - ’N Sync feat. Gloria Estefan - Blink-182 - Christina Aguilera                                                        |
| 2000 | augusztus 6.                       | Nem volt házigazda, de Freddie Prinze, Jr. tartotta a nyitóbeszédet.            | - 98 Degrees - BBMak - No Doubt - Enrique Iglesias                                                                                      |
| 2001 | augusztus 12.                      | Nem volt házigazda, de David Spade tartotta a nyitóbeszédet.                    | - Usher - Shaggy - Aaron Carter feat. Nick Carter - Nelly - Jennifer Love Hewitt - BBMak                                                |
| 2002 | augusztus 19.                      | Nem volt házigazda, de Britney Spears és Verne Troyer tartotta a nyitóbeszédet. | - Nelly - Jennifer Love Hewitt - BBMak - Ashanti                                                                                        |
| 2003 | augusztus 2.                       | Nem volt házigazda, de David Spade tartotta a nyitóbeszédet.                    | - Kelly Clarkson - Evanescence - The Donnas                                                                                             |
| 2004 | augusztus 8,                       | - Paris Hilton Nicole Richie                                                    | - Blink-182 - Ashlee Simpson - JoJo - Lenny Kravitz                                                                                     |
| 2005 | augusztus 14.                      | - Hilary Duff - Rob Schneider                                                   | - Gwen Stefani - Black Eyed Peas - Pussycat Dolls - Simple Plan                                                                         |
| 2006 | augusztus 20.                      | - Dane Cook - Jessica Simpson                                                   | - K-Fed - Nelly Furtado feat. Timbaland - Rihanna                                                                                       |
| 2007 | augusztus 26.                      | - Hilary Duff - Nick Cannon                                                     | - Kelly Clarkson - Avril Lavigne - Fergie - Shop Boyz                                                                                   |
| 2008 | augusztus 4.                       | - Miley Cyrus                                                                   | - Miley Cyrus - Mariah Carey - AC/DC - M&M Cru                                                                                          |
| 2009 | augusztus 9.                       | - Jonas Brothers                                                                | - Jonas Brothers - Sean Kingston - Miley Cyrus - Black Eyed Peas                                                                        |
| 2010 | augusztus 8.                       | - Katy Perry - Cory Monteith - Mark Salling - Chris Colfer - Kevin McHale       | - Jason Derulo - Travie McCoy feat. Bruno Mars - Katy Perry - Justin Bieber - Mary Santiago feat. Emily Osment - Diddy-Dirty Money      |
| 2011 | augusztus 7.                       | - Kaley Cuoco                                                                   | - will.i.am - Selena Gomez & the Scene - Jason Derulo - OneRepublic                                                                     |
| 2012 | július 22.                         | - Demi Lovato - Kevin McHale                                                    | - No Doubt - Flo Rida - Justin Bieber - Carly Rae Jepsen                                                                                |
| 2013 | augusztus 11.                      | - Darren Criss - Lucy Hale                                                      | - One Direction - Paramore - Florida Georgia Line feat Nelly - Demi Lovato                                                              |
| 2014 | augusztus 10.                      | - Tyler Posey - Sarah Hyland                                                    | - Demi Lovato & Cher Lloyd - MAGIC! - Rixton - Becky G - Jason Derulo                                                                   |
| 2015 | augusztus 16.                      | - Gina Rodriguez - Josh Peck - Ludacris                                         | - 5 Seconds of Summer - Little Mix - Rachel Platten - Flo Rida feat. Robin Thicke                                                       |
| 2016 | július 31.                         | - John Cena - Victoria Justice                                                  | - Charlie Puth - Serayah - Flo Rida - Ne-Yo - Jason Derulo                                                                              |
| 2017 | augusztus 13.                      | Nem volt házigazda, de Logan Paul tartotta a nyitóbeszédet.                     | - Kyle feat. Lil Yachty - Rita Ora - Clean Bandit feat. Zara Larsson - French Montana feat. Swae Lee - Louis Tomlinson feat. Bebe Rexha |
| 2018 | augusztus 12.                      | - Nick Cannon - Lele Pons                                                       | - Meghan Trainor - Lauv - Foster the People - Bebe Rexha - Evvie McKinney - Khalid                                                      |
| 2019 | augusztus 11.                      | - Lucy Hale - David Dobrik                                                      | - OneRepublic - Blanco Brown - Mabel - Jordan McGraw and Sarah Hyland - CNCO - Zhavia Ward                                              |
| 2020 | Elmaradt a Covid-19-pandémia miatt | Elmaradt a Covid-19-pandémia miatt                                              | Elmaradt a Covid-19-pandémia miatt |
| 2021 | Elmaradt a Covid-19-pandémia miatt | Elmaradt a Covid-19-pandémia miatt                                              | Elmaradt a Covid-19-pandémia miatt |
| TBA  | TBA                                | TBA                                                                             | TBA |

## A díj kategóriái

### Filmek
- Choice Movie: Action
- Choice Movie: Action Actor
- Choice Movie: Action Actress
- Choice Movie: Drama
- Choice Movie: Drama Actor
- Choice Movie: Drama Actress
- Choice Movie: Romantic Comedy
- Choice Movie: Romantic Comedy Actor
- Choice Movie: Romantic Comedy Actress
- Choice Movie: Thriller
- Choice Movie: Thriller Actor
- Choice Movie: Thriller Actress
- Choice Movie: Comedy
- Choice Movie: Comedy Actor
- Choice Movie: Comedy Actress
- Choice Movie: Fantasy
- Choice Movie: Fantasy Actor
- Choice Movie: Fantasy Actress
- Choice Movie: Sci-Fi
- Choice Movie: Sci-Fi Actor
- Choice Movie: Sci-Fi Actress
- Choice Movie: Breakout Male
- Choice Movie: Breakout Female
- Choice Movie: Kiss
- Choice Movie: Fight
- Choice Movie: Villain
- Choice Movie: Animated
- Choice Movie: Hissy Fit

### TV
- Choice TV: Drama Series
- Choice TV: Action/Adventure Series
- Choice TV: Comedy Series
- Choice TV: Reality
- Choice TV: Reality Competition
- Choice TV: Late Night
- Choice TV: Breakout Series
- Choice TV: Drama Actor
- Choice TV: Drama Actress
- Choice TV: Action/Adventure Actor
- Choice TV: Action/Adventure Actress
- Choice TV: Comedy Actor
- Choice TV: Comedy Actress
- Choice TV: Actor Breakout
- Choice TV: Actress Breakout
- Choice TV: Parental Unit
- Choice TV: Sidekick
- Choice TV: Villain
- Choice TV: Fab-u-lous
- Choice TV: Animated Show
- Choice TV: Personality
- Choice TV: Reality/Variety Star
- Choice TV: Female Scene Stealer
- Choice TV: Male Scene Stealer

### Zene
- Choice Music: Single
- Choice Music: Collaboration
- Choice Music: Female Artist
- Choice Music: Male Artist
- Choice Music: Love Song
- Choice Music: Hook Up Song
- Choice Music: Pop Track
- Choice Music: Rap Artist
- Choice Music: Rap/Hip-Hop Track
- Choice Music: R&B Artist
- Choice Music: R&B Track
- Choice Music: Rock Band
- Choice Music: Rock Track
- Choice Music: Country Group
- Choice Music: Country Artist Female
- Choice Music: Country Artist Male
- Choice Music: Breakout Artist Female
- Choice Music: Breakout Artist Male
- Choice Music: Tour
- Choice Music: Soundtrack
- Choice Music: Rap/Hip-Hop Album
- Choice Music: Pop Album
- Choice Music: R&B Album
- Choice Music: Country Album

### Nyári kategóriák
- Choice Summer: Movie - Action Adventure
- Choice Summer: Movie - Comedy
- Choice Summer: Movie - Drama
- Choice Summer: Movie - Romance
- Choice Summer: Movie Actor
- Choice Summer: Movie Actress
- Choice Summer: TV Show
- Choice Summer: TV Actor
- Choice Summer: TV Actress
- Choice Summer: Hissy Fit
- Choice Summer: Song

### Nem hagyományos kategóriák
- 2010 - Choice Movie
- Choice Hottie (male)
- Choice Hottie (female)
- Choice Red Carpet Icon (female)
- Choice Red Carpet Icon (male)
- Choice Web Star
- Choice Twit award
- Choice Fab-u-lous!
- Choice Fanatic Fans
- Choice Smile

## Speciális díjak
Extraordinary Achievement

| Extraordinary Achievement | Extraordinary Achievement |
| ------------------------- | ------------------------- |
| 2000                      | Serena & Venus Williams   |
| 2001                      | Sarah Michelle Gellar     |
| 2002                      | Reese Witherspoon         |
| Courage Award             |                           |
| 2004                      | Bethany Hamilton          |
| 2006                      | Jason McElwain            |
| Ultimate Choice Award     |                           |
| 2004                      | Mike Myers                |
| 2007                      | Justin Timberlake         |
| 2009                      | Britney Spears            |
| 2011                      | Taylor Swift              |
| 2012                      | Alkonyat                  |
| 2013                      | Ashton Kutcher            |
| 2014                      | Selena Gomez              |
| 2017                      | Miley Cyrus               |
| Visionary Award           |                           |
| 2005                      | Gwen Stefani              |
| 2017                      | Bruno Mars                |
| Acuvue Inspire Award      |                           |
| 2011                      | Demi Lovato               |
| 2012                      | Miranda Cosgrove          |
| 2013                      | Nick Jonas                |
| Candie's Style Icon       |                           |
| 2013                      | Miley Cyrus               |
| 2014                      | Zendaya                   |
| 2015                      | Britney Spears            |
| Decade Award              |                           |
| 2016                      | Justin Timberlake         |
| 2017                      | Maroon 5                  |
| 2019                      | Jonas Brothers            |
| See Her                   |                           |
| 2017                      | Vanessa Hudgens           |
| Icon Award                |                           |
| 2019                      | Taylor Swift              |

Megjegyzés: A különleges díjakat nem minden évben osztják ki.

## Lásd még
- Nickelodeon Kids’ Choice Awards